# پورنج مارومی
پورنج مارومی(نام علمی: Fortunella japonica) نام یک گونه از سرده پورنج است.